# Parindalmus
Parindalmus es un género de coleóptero de la familia Endomychidae.

## Especies
Las especies de este género son:
- Parindalmus quadrilunatus
- Parindalmus schneideri
- Parindalmus sinensis
- Parindalmus tonkineus
- Parindalmus vestitus
- Parindalmus westermanni